# إميليو باسكيني
إميليو باسكيني (26 أكتوبر 1935 - 3 نوفمبر 2020)، هو فيلسوف ولغوي وأكاديمي إيطالي. كان تلميذًا لجيانفرانكو كونتيني ورفائيل سبونجانو وأومبرتو بوسكو. باسكيني عمل أستاذًا فخريًا في مدرسة ألما ماتر بجامعة بولونيا حيث قام بتدريس الأدب الإيطالي.  يُعتبر باسكيني أحد كبار العلماء الإيطاليين في دانتي، وتناول الجوانب ذات الصلة بثقافة القرن الرابع عشر والخامس عشر، حيث قدم مساهمات فلسفية مهمة.